# Margaret Fuller
Margaret Fuller (Cambridge, Massachusetts, 23 de maig de 1810 − Fire Island, Estat de Nova York, 19 de juny de 1850) va ser una filòsofa, periodista estatunidenca i activista pels drets de les dones. A més, va ser una influent unitarista activa en la lluita per la igualtat educativa entre homes i dones.
El seu pare, Timothy Fully, jurista, li va donar una educació severa i clàssica, fins al punt d'arribar a perjudicar-li la salut. Amb sis anys sabia llegir llatí i amb setze dominava la llengua grega, italiana i francesa. El 1836 Sarah Margaret Fuller va fer classe al Temple School de Boston i entre 1837 i 1839 a Providence, Rhode Island.
Entre els anys 1839 i 1844, a Boston va poder mantenir-se econòmicament amb la revista Conversacions, un mètode de formació per a dones de gran èxit. Fuller va travar amistat amb Ralph Waldo Emerson i va participar en la fundació unitària de l'organització del transcendentalisme a Concord. Quan es va unir a Horace Greley al New York Tribune com a crítica literària, es va convertir en la primera periodista femenina en la redacció d'un diari important.
A mitjans de la dècada de 1840, va organitzar grups de discussió de dones, en què es parlava de temes variats, com l'art, l'educació i els drets de les dones. Diverses figures conegudes del moviment feminista van prendre part en aquestes converses. En el transcurs d'aquestes xerrades va desenvolupar la seva obra principal publicada l'any 1844, l'obra Woman in the Nineteenth Century ('La dona en el segle XIX'). Aquesta obra es considera el primer tractat feminista dels Estats Units. Per a ella no representava una manifestació de lluita per la igualtat política, sinó més aviat un reclam per deixar a les dones millorar econòmicament gràcies a l'educació. Sarah Margaret considerava que els Estats Units tenien l'obligació de proporcionar una llei moral que deixés l'ànima arribar a allò que desitja, sense caure en la vanitat i el lucre. Que el progrés és el desig de l'home i de la dona amb qui s'ha compromès a compartir la casa i la família. Per això tots dos junts tenen dret a la formació que permet millorar econòmicament.
Va fundar la revista dels transcendentalistes The Dial, que dirigeix durant dos anys. La seva gran habilitat com a crítica literària li obre les portes per treballar com a col·laboradora del diari The New York Tribune. A Nova York treballa en crítiques de poetes i assagistes anglesos del moment. El 1846 va a Europa. Coneix George Sand, Mazzini i el marquès italià Angelo Ossoli, amb qui es casa. El 1849 viu a Roma i veu entrar-hi les tropes franceses. Ella amb el seu marit i fill marxarien cap a Florència per refugiar-s'hi. L'any 1850 embarca en el vaixell que els tornava a Nova York, però un naufragi fa que la seva vida s'acabi juntament amb la seva família davant de la costa de Nova York.
El 1869 el seu germà Arhtur B. Fuller, juntament amb Horace Greeley, va publicar tots els seus escrits del The New York Tribune en tres volums anomenat Life Without and Life Within ('Vida exterior i vida interior'). A la primera part del llibre hi ha les ressenyes literàries escrites als diaris The Dial i The New York Tribune. En la segona part hi ha articles diversos com Adeu a Nova York, memòries d'infantesa, pensament, etc. I en la tercera part hi ha poesies, algunes de les quals traduccions de Friedrich von Schiller, Goethe i Garcilaso de la Vega.